# Chirine Njeim
Chirine Njeim (Beiroet, 4 oktober 1984) is een Libanees voormalige alpineskiester. Ze nam driemaal deel aan de Olympische Winterspelen, maar behaalde geen medaille. Na haar overstap naar de Verenigde Staten legde zij zich toe op de wegatletiek, met name op de marathon. Ze nam ook eenmaal deel aan de Olympische Zomerspelen.

## Carrière als alpineskiester
Njeim nam nooit deel aan een wereldbekerwedstrijd.
In 2002 nam Ljeim een eerste keer deel aan de  olympische winterspelen. Als beste prestatie eindigde Njeim 36e op de slalom. Op de reuzenslalom eindigde ze op een 45e plaats. Njeim was ook vlaggendrager van de Libanes delegatie tijdens de openingsceremonie.
Vier jaar later, op de Olympische Winterspelen 2006, nam Ljeim deel aan de 5 disciplines. Als beste resultaat noteren we een 34e plaats op de afdaling.
Ook in 2010 was Ljeim aanwezig op de olympische winterspelen. Dit keer was een 37e plaats op de Super G haar beste prestatie. Ook nu was ze vlaggendrager tijdens de openingsceremonie.

## Resultaten alpineskiën

### Wereldkampioenschappen
| Jaar | Plaats      | Resultaten                    |
| ---- | ----------- | ----------------------------- |
| 2009 | Val-d'Isère | DNS1 Slalom DNS1 Reuzenslalom |

### Olympische Spelen
| Jaar | Plaats         | Resultaten                                                           |
| ---- | -------------- | -------------------------------------------------------------------- |
| 2002 | Salt Lake City | 36e Slalom 45e Reuzenslalom                                          |
| 2006 | Turijn         | 34e Afdaling 39e Slalom 46e Super G DNF Combinatie DNF2 Reuzenslalom |
| 2010 | Vancouver      | 37e Super G 43e Reuzenslalom 43e Slalom                              |

## Marathonloopster
Nadien emigreerde Njeim naar de Verenigde Staten, waar zij zich begon toe te leggen op het lopen van marathons. In 2012 nam zij deel aan de marathon van Chicago, waar zij 3:07 voor zich liet klokken. Vervolgens nam zij tot en met 2015 jaarlijks deel aan deze marathon. In 2016 kwam zij op de marathon van Houston tot een tijd van 2:44.19, waarmee zij voldeed aan de kwalificatie-eis van 2:45.00 voor deelname aan de Olympische Spelen van Rio de Janeiro. In Rio liep ze de wedstrijd uit en finishte als 109e in 2:51.08.

## Atletiektitels
- Libanees kampioene 5000 m - 2019
- Libanees kampioene 10.000 m - 2019

## Persoonlijke records atletiek
| Onderdeel      | Prestatie    | Datum           | Plaats        |
| -------------- | ------------ | --------------- | ------------- |
| 15 km          | 58.10 (NR)   | 17 januari 2016 | Houston       |
| halve marathon | 1:16.02 (NR) | 6 maart 2021    | The Woodlands |
| 25 km          | 1:37.33 (NR) | 17 januari 2016 | Houston       |
| 30 km          | 1:56.54 (NR) | 17 januari 2016 | Houston       |
| 35 km          | 2:16.20 (NR) | 17 januari 2016 | Houston       |
| 40 km          | 2:35.53 (NR) | 17 januari 2016 | Houston       |
| marathon       | 2:36.40 (NR) | 13 april 2021   | Dorena Lake   |

## Palmares atletiek

### 5000 m
- 2019:  Libanese kamp. - 18.05,36

### 10.000 m
- 2019:  Libanese kamp. - 37.40,98

### halve marathon
- 2018: 5e Middellandse Zeespelen - 1:19.08

### marathon
- 2016: 40e marathon van Houston - 2:44.19
- 2016: 109e OS - 2:51.08